# Taulignan
Taulignan é uma comuna francesa na região administrativa de Auvérnia-Ródano-Alpes, no departamento de Drôme. Estende-se por uma área de 34,65 km². Em 2010 a comuna tinha 1 684 habitantes (densidade: 48,6 hab./km²).